# غوتفريد فون ستراسبورغ
غوتفريد فون ستراسبورغ (بالألمانية: Gottfried von Straßburg)‏ (توفي نحو عام 1210) شاعر ملحمي ألماني ازدهر في القرن 13 ألف ملحمة «تريستان» حوالي 1210. وتنتهي القصة فجأة عندما يقابل تريستان إيزولدا ذات اليدين البيضاوين. ويعتبر عمل غوتفريد، إلى جانب قصيدة نيبيلانجين ليد وقصيدة بارزيفال لفولفرام فون إشنباخ، أحد روائع السرد العظيمة في العصور الوسطى الألمانية. وربما يكون أيضًا مؤلف عدد صغير من الأغاني الباقية.
أصبح عمله مصدر إلهام لأوبرا ريخارد فاغنر تريستان وإيزولت (1865).
يعتبر من أعظم الشعراء الألمان في العصور الوسطى ويفوق شعراء الملاحم في عصره في فنه وصنعته وفي اهتمامه بسيكولوجية الأشخاص، لا يخلو أسلوبه من الإغراب والتصنع.